# JR西日本キヤ141系気動車

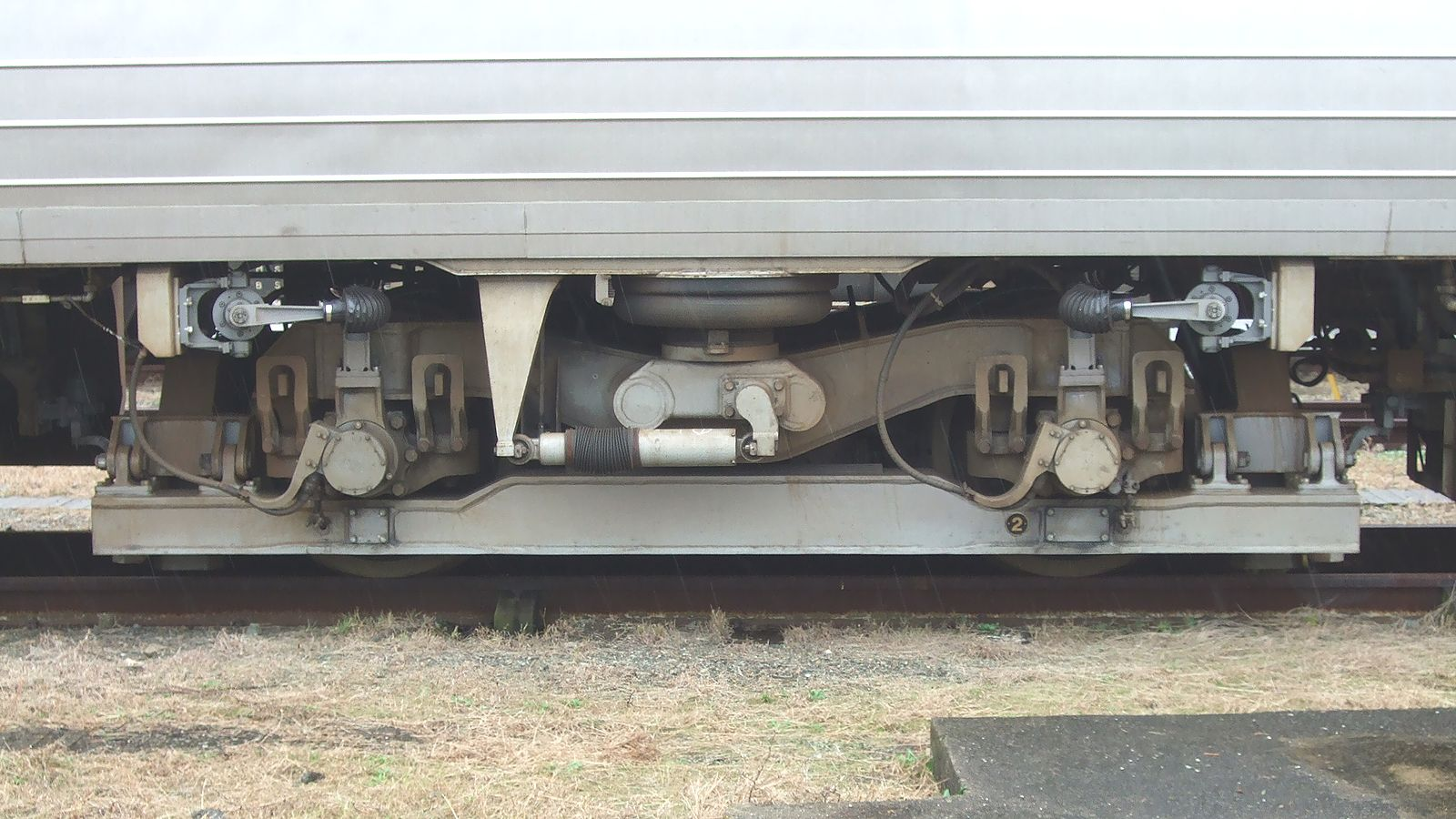
キクヤ141形のWTR247台車。軌道検測装置を装備している

キヤ141系気動車（キヤ141けいきどうしゃ）は、西日本旅客鉄道（JR西日本）の事業用気動車である。
2006年（平成18年）2月に2両編成2本4両が新潟トランシスで落成し、各地で検測機器の調整や乗務員訓練を行い、同年秋から本格使用を開始した。

## 概要
JR西日本では、民営化後、軌道や信号通信設備の検測用車両として日本国有鉄道（国鉄）から承継したキヤ191系気動車（電気検測車）およびマヤ34形客車（軌道検測車）を使用してきた。しかし、これらの車両は老朽化が進んできた上、マヤ34形は客車のため牽引機関車の手配が必要であり、アーバンネットワークなど都市圏での運転の調整が困難になってきた。
これらの問題を解消するため、従来、別々の編成で測定していた信号通信系統と軌道系統の検測項目を1編成で測定できる総合試験車を、電化・非電化区間を問わず走行できる気動車方式で製造することとなった。当初は将来的には443系を置き換える形で電気検測車を増備して3両編成とすることが計画されていたが、その役割は2021年に登場したDEC741形が担うこととなり、増備の計画は消滅している。
本系列には「ドクターWEST」の車両愛称がある。当初JR西日本側は「愛称はない」としていたが、2016年8月の京都鉄道博物館での展示以降、JR西日本でも「ドクターWEST」の名称を使用するようになった。

## 構造
JR西日本全路線で運用されるため、JR東西線や関西空港線など、気動車の乗入れ対象外の路線での自走運転も可能となっており、基本的な走行システムはキハ187系気動車・キハ126系気動車に準じている。

### 車体
構体・台枠には軽量ステンレス鋼を使用し、室内に搭載する発電機、測定機器類の重量に耐える構造になっており、車体断面形状はその占有スペースと測定員の居住、往来スペースとの両立を考慮して、車体幅が大きく採られた。
先頭部は一般構造用圧延鋼材の溶接組立であり、外板には腐食を考慮して高耐候性圧延鋼材を使用し、十分な強度を持つように板厚を大きくするなど強化した構造とし、先頭形状は乗務員と測定用写真機の前方視界を十分に確保するために、非貫通となっている。
台枠上面床構造は、キーストンプレートを全面に敷き詰め、床根太を立て、床板にt4.0mmのアルミを使用し、床敷物を敷いている。検測機器とその配線は床中配線により収納し高床構造となっている。
車体塗装はステンレス構体の無塗装であるが、側面窓周りは検測車のイメージ色である黄色のカラーフィルムが貼られている。鋼製の前頭構体部分は塗装仕上げであるが、外装全体の一体感を持たせるべく地色はシルバー、前頭部は側面ラインと同色の黄色としている。

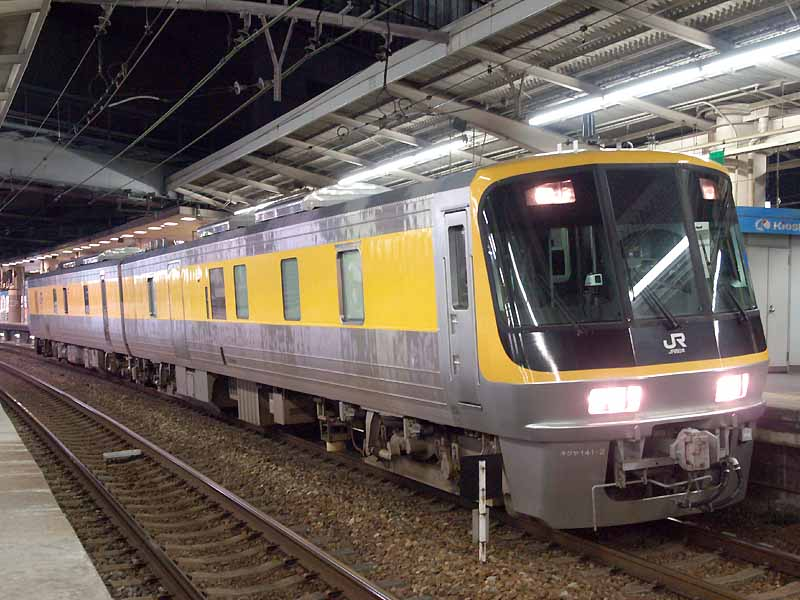
回送されるキヤ141系。先頭はキクヤ141-2。 （新大阪駅 2009年12月19日）
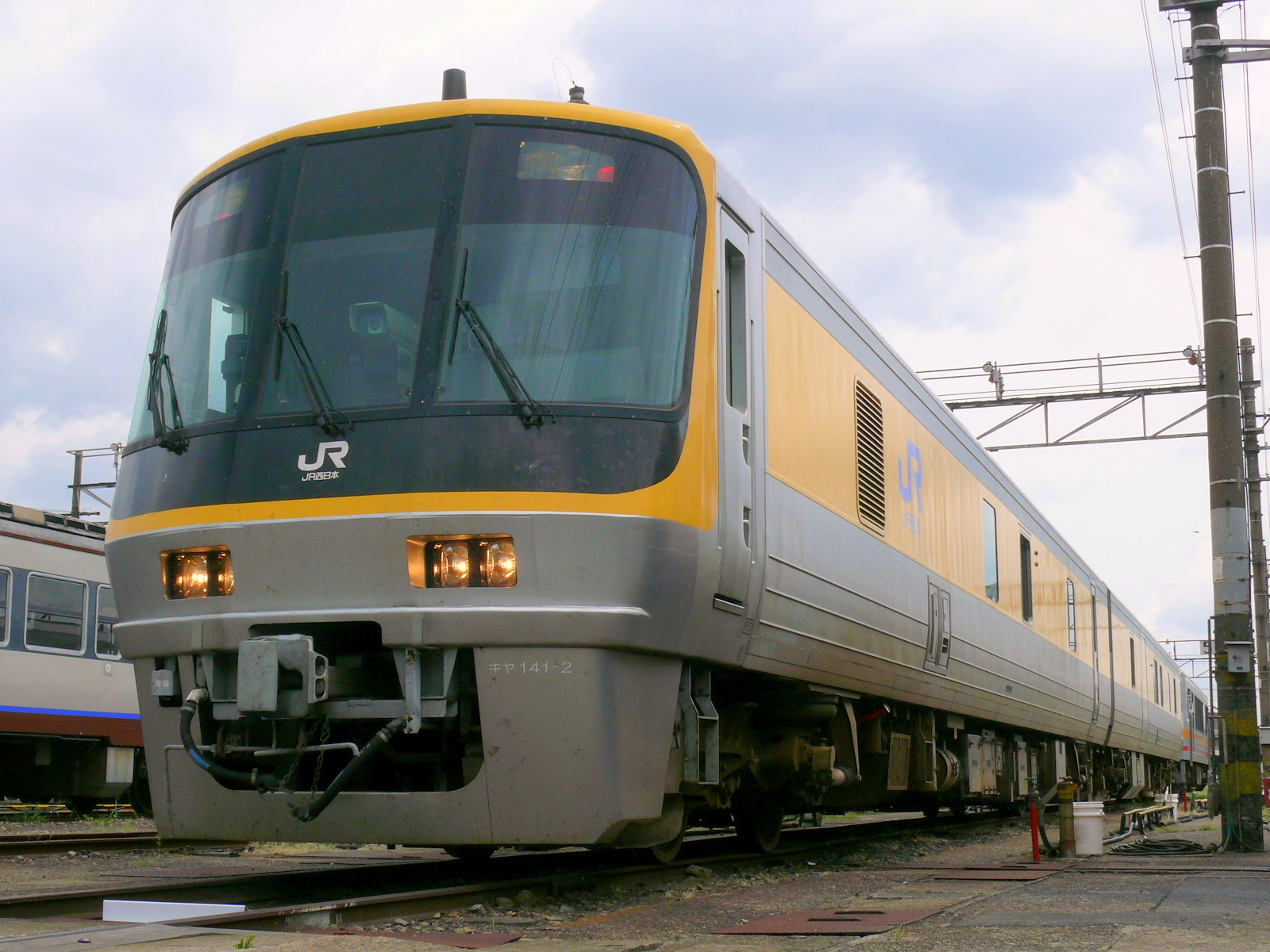
キヤ141-2 （津山駅 2008年7月27日）

### 車内
キヤ141形 (Mzc) はATS地上子からの信号レベルや、列車無線の電界強度測定などの信号・通信検測が行われている。通常はATS-SW（JR四国のATS-SSおよび、JR九州のATS-SKと互換性あり）、およびATS-Pを装備、計測している。
キクヤ141形 (Tzc) はレールの歪みなど軌道系の測定が行われている。測定室側窓は固定式であるが、外部監視の目的で一部は下降窓となっている。出入り台には測定員が利用する開戸を設けている。トイレも設けられており、洋式となっており、真空式汚物処理装置を装備する。軌道中心間隔測定装置の取り付け部は車体側面と床に測定用の窓がある。
先頭車は非貫通構造で、運転取扱関係機器はキハ187・126系と同一になるように配置されている。前面中央、助士席側の機器箱上には軌道と信号関係の前方監視カメラがある。キクヤ141形の運転台背面には測定用エンジン発電機の非常停止スイッチ、消火設備の起動スイッチがある。

## 編成
キクヤ141 (Tzc)
金沢方先頭車。運転台・測定室（軌道検測装置・軌道中心間隔測定装置・道床検査装置・軌道画像収録装置が設置）・休憩室が設置されている。
キヤ141 (Mzc)
下関方先頭車。運転台・発電機室（検測機器と測定室照明など給電する発電機と燃料タンク、空気タンクなどが設置）・測定室（信号・通信検測装置が設置）・トイレ・洗面所が設置されている。

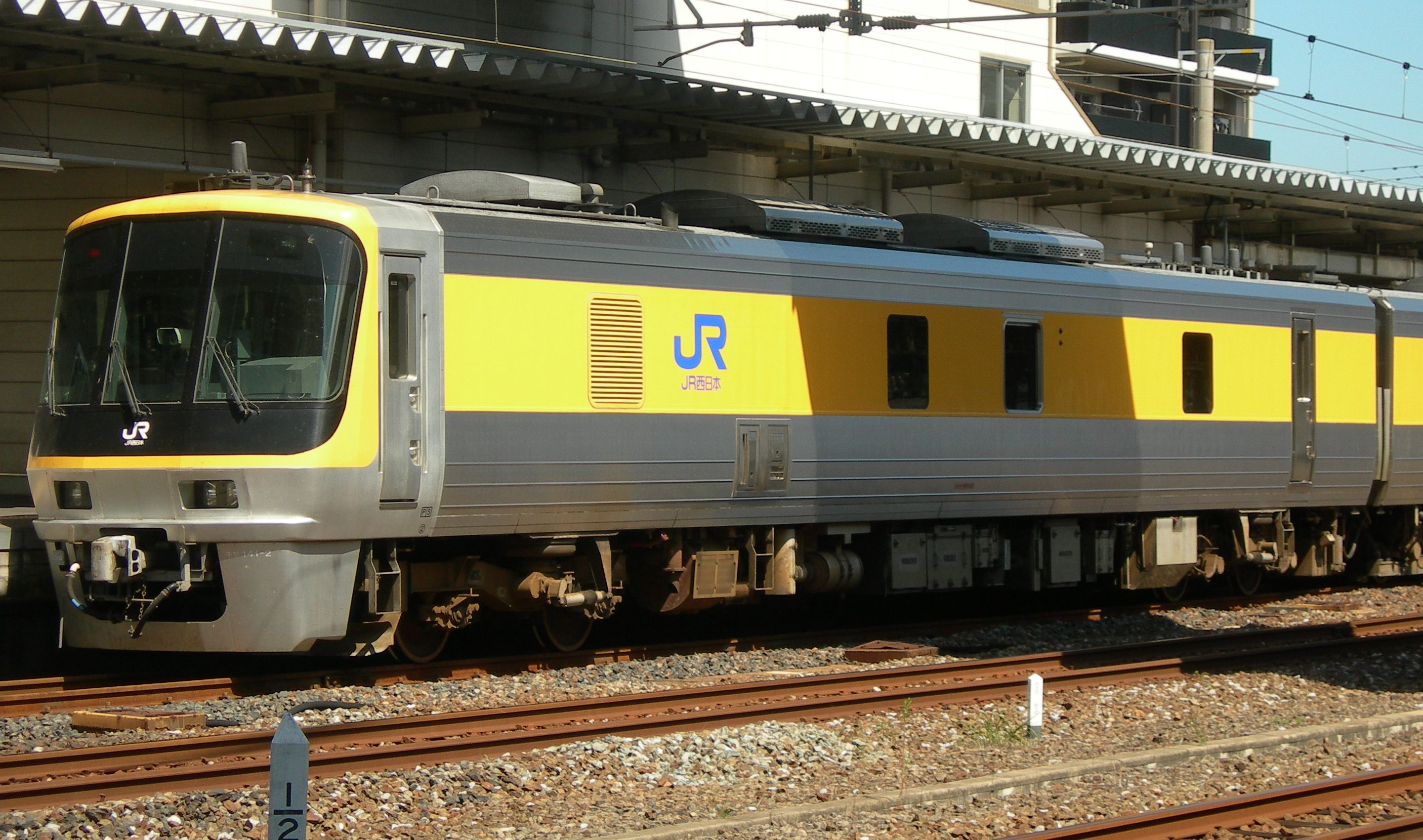
キヤ141-2
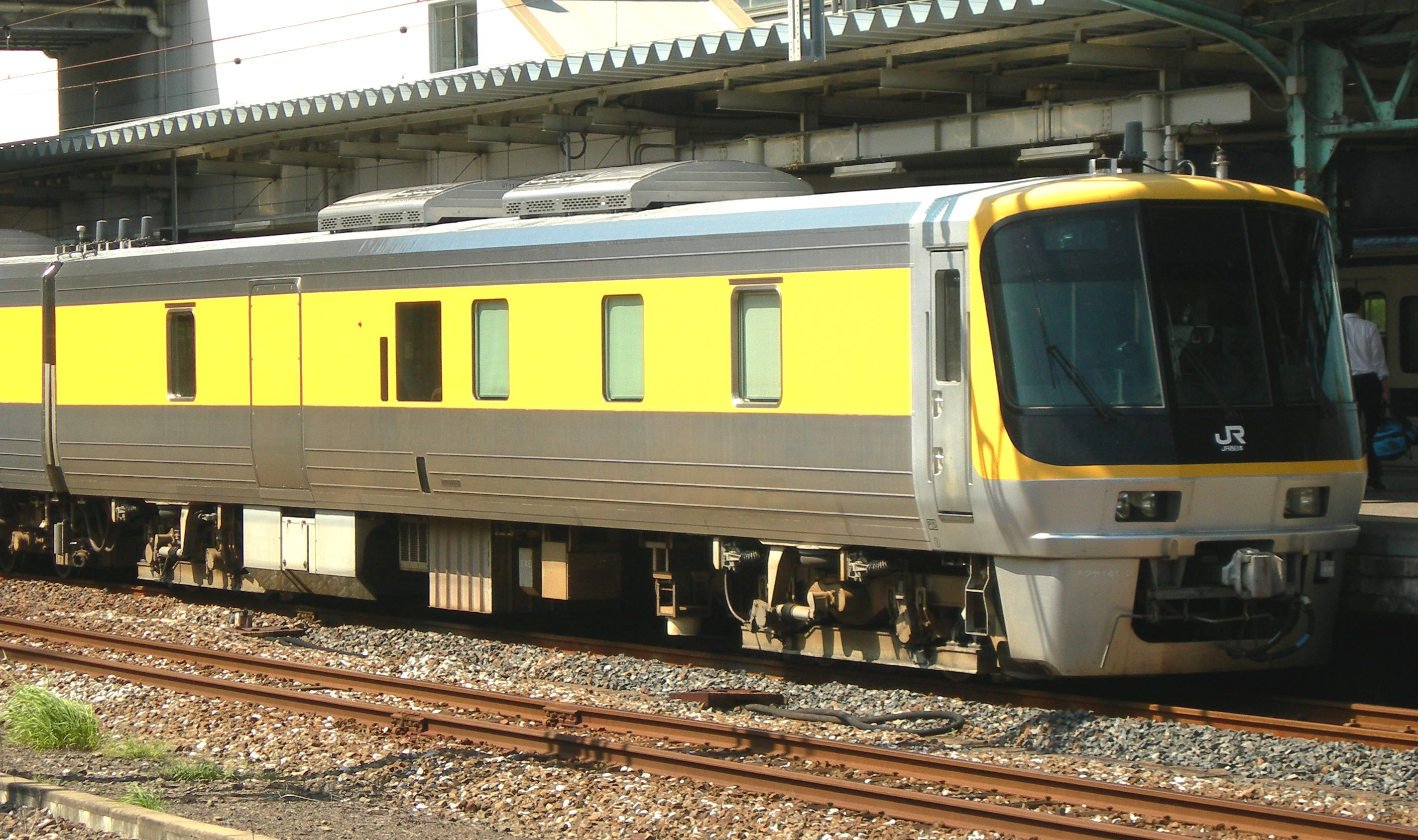
キクヤ141-2

## 配置と運用線区

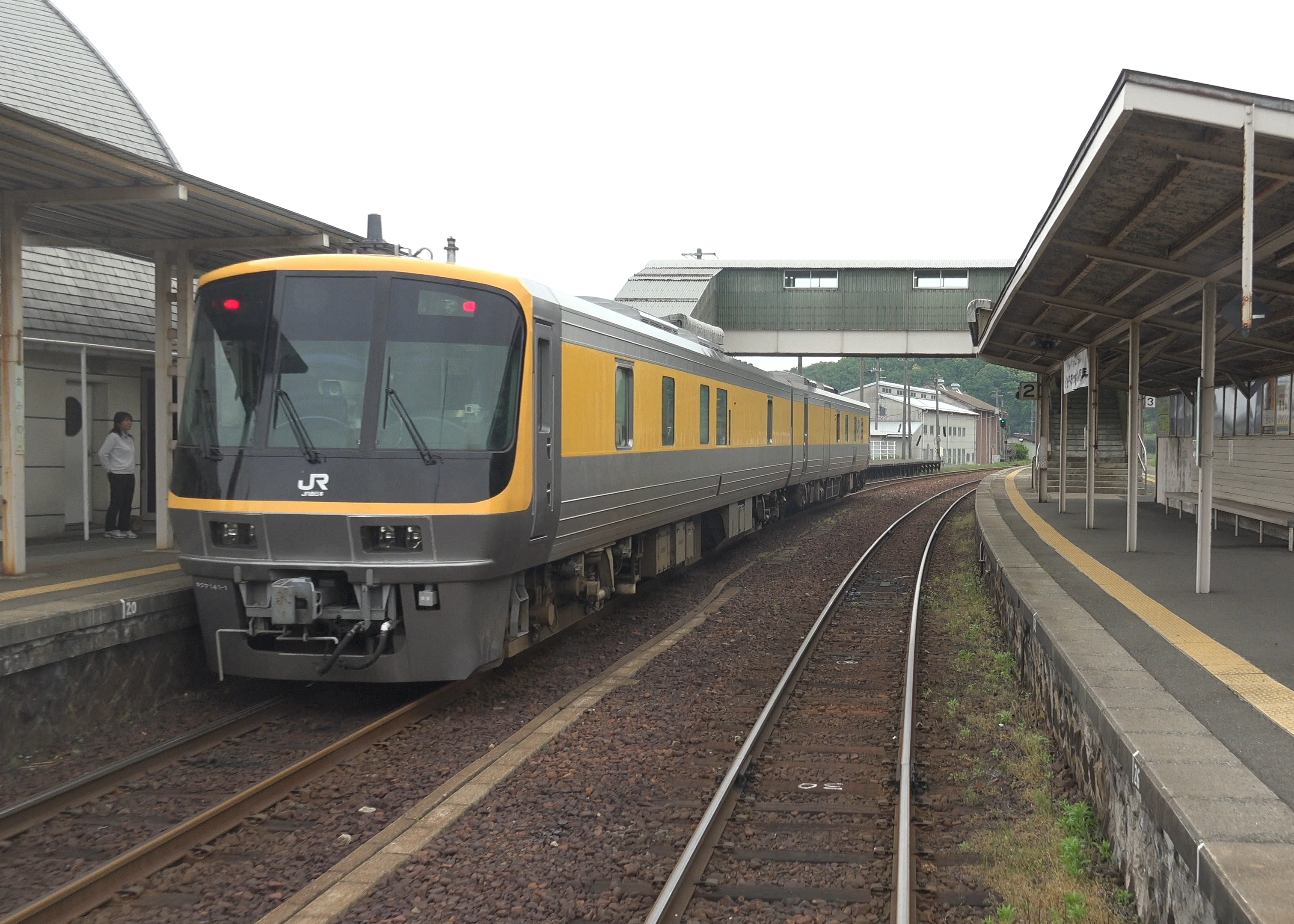
京都丹後鉄道での運用

2020年現在、2編成とも吹田総合車両所京都支所（旧京都総合運転所）に配置されている。
JR西日本全線のほか、自社で同様の車両を持たないJR四国・JR九州やこれらの3社とレールがつながっている一部の貨物線・第3セクター鉄道・私鉄でも運用されている。
- JR西日本
- JR四国[4]
- JR九州[5]
- ハピラインふくい[要出典]
- IRいしかわ鉄道 [6]
- あいの風とやま鉄道[要出典]
- えちごトキめき鉄道[注 1]
- WILLER TRAINS（京都丹後鉄道）[7]
- 錦川鉄道[8]
- 智頭急行[2]
- 若桜鉄道[7]
- 肥薩おれんじ鉄道[9]
- 土佐くろしお鉄道[10]